# Clarissa Goenawan
Clarissa Goenawan (Surabaya, 18 aprile 1988) è una scrittrice singaporiana di origine indonesiana; scrive in lingua inglese.

## Biografia e carriera letteraria
Nata in Indonesia, vive a Singapore dall'età di sedici anni.
Dopo alcune esperienze lavorative nel settore bancario e del marketing, ha esordito con il romanzo noir Watersong (2018), caratterizzato - come i successivi Il mondo perfetto di Miwako Sumida (2020) e Watersong (2022) - da un'ambientazione giapponese: l'autrice ha motivato tale scelta con il proprio interesse per la cultura e la letteratura nipponica, citando quali autori di riferimento Murakami Haruki, Yasunari Kawabata, Banana Yoshimoto, Yoko Ogawa.
Temi portanti della scrittura di Goenawan sono il lutto, la perdita e la solitudine intrinseca all'esperienza umana.

## Opere
- Rainbirds, Carbonio Editore, Milano, 2021 - ISBN 9788832278217 (Rainbirds, 2019 - traduzione dall'inglese di Viola Di Grado).
- Il mondo perfetto di Miwako Sumida, Carbonio Editore, Milano, 2022 - ISBN 9791280794024 (The Perfect World of Miwako Sumida, 2020 - traduzione dall'inglese di Viola Di Grado).
- Watersong, Carbonio Editore, Milano, 2023 - ISBN 9791280794116 (Watersong, 2022 - traduzione dall'inglese di Viola Di Grado).

## Riconoscimenti
- The Bath Novel Award[5], 2015, concorso dedicato a lavori inediti